# Kuršanec
Kuršanec är en ort i Kroatien.   Den ligger i länet Međimurje, i den nordöstra delen av landet, 70 km nordost om huvudstaden Zagreb. Kuršanec ligger 165 meter över havet och antalet invånare är 1 320. Den ligger vid sjön Lake Varaždin.
Terrängen runt Kuršanec är platt. Runt Kuršanec är det ganska tätbefolkat, med 80 invånare per kvadratkilometer. Närmaste större samhälle är Varaždin, 5,7 km sydväst om Kuršanec. Trakten runt Kuršanec består till största delen av jordbruksmark.